# Deutschsprachige Mykologische Gesellschaft
Die Deutschsprachige Mykologische Gesellschaft (DMykG) e.V. ist ein als gemeinnützig anerkannter Verein. Die Gesellschaft wurde 1961 gegründet. Sie versteht sich als Forum für alle Wissenschaftler des deutschen Sprachraumes, die sich für die Mykologie unter human- bzw. veterinärmedizinischen Aspekten interessieren, also die medizinische Mykologie bzw. veterinärmedizinische Mykologie. Eine Hauptaufgabe besteht darin, Wissenschaft und Forschung zu fördern. Sitz des Vereins ist Essen.
Die Gesellschaft, die derzeit rund 500 Mitglieder aufweist (Stand 2016), hält dazu Jahrestagungen ab. Diese mehrtägigen Veranstaltungen werden als Myk bezeichnet.
Einen wesentlichen Beitrag zur Arbeit der Gesellschaft leisten die Arbeitsgemeinschaften für „Klinische Mykologie“ sowie für „Mykologische Laboratoriumsdiagnostik“.
Wissenschaftliches Publikationsorgan ist die in englischer Sprache erscheinende Fachzeitschrift mycoses Journal. Als ihr Herausgeber fungiert   Oliver A. Cornely,  Jacques P. G. M. Meis,   Martin Schaller. Darüber hinaus gibt es das Wissenschaftsmagazin MYKOLOGIE FORUM  als Mitteilungsorgan der Gesellschaft. Dieses erscheint 2× pro Jahr als e-paper. Im Internet bietet die Gesellschaft ein Mykologie-Portal.
Einen weiteren Schwerpunkt der Tätigkeit bildet das mykologische Qualitätsmanagement. Eine wesentliche Rolle spielt dabei die Erarbeitung von Leitlinien und Empfehlungen. Derzeit werden unter dem Dach der Arbeitsgemeinschaft der Wissenschaftlichen Medizinischen Fachgesellschaften (AWMF), deren Mitglied die Deutschsprachige Mykologische Gesellschaft ist, sechs Leitlinien bereitgestellt, nämlich „Tinea der freien Haut“, „Onychomykose“, „Vulvovaginalcandidose“, „Candidose der Haut“, „Orale Candidose“, „Tinea capitis“.
Der Verein kooperiert international mit der International Society for Human and Animal Mycology (ISHAM), mit der Österreichischen Gesellschaft für Medizinische Mykologie e.V. (ÖGMM) sowie der European Confederation of Medical Mycology (ECMM).
Besondere Bedeutung wird der Nachwuchsförderung beigemessen. Hierzu dient unter anderem die jährliche Verleihung des Forschungsförderpreises und des Nachwuchsförderpreises.
Zur Absicherung ihrer Arbeit hat die Gesellschaft die Stiftung der Deutschsprachigen Mykologischen Gesellschaft e.V. ins Leben gerufen. Diese schreibt jährlich Publikationspreise und Posterpreise aus.